# Ben Kapita
(Ben) Benedict Dominic Shimonta Kapita (* 2. Januar 1944; † 15. Dezember 2016 in Ndola) war ein Politiker in Sambia.
Kapita erwarb zwei berufsqualifizierende Abschlüsse: das Zertifikat für Geflügelhaltung und ein Diplom für Landwirtschaft.
Ben Kapita war über zehn Jahre Vorsitzender des Bauernverbandes Zambia National Farmers Union (ZNFU) und 1999 Interims-Vorsitzender der Lima Party, die im Jahr 2000 mit der Republic Party zur Zambia Republic Party fusionierte. Dort war er der Vorsitzende. Sie ging 2002 in der Wahlallianz Zambia Alliance for Progress auf, deren Interims-Vorsitzender Kapita wurde. Er wechselte 2006 zum Movement for Multiparty Democracy. Vor den Wahlen in Sambia 2006 setzte er sich für die Wiederwahl von Levy Mwanawasa mit der Botschaft ein: „Don’t vote for Sata(n)“. In die Nationalversammlung Sambias wurde er 2006 gewählt.
Ben Kapita war in wechselnde Koalitionen eingebunden. Er wandte sich gegen Armut, Korruption, Zinswucher, Inflation und fehlende Transparenz von Politik und kämpfte dafür, dass mindestens zehn Prozent des Haushaltes in die Landwirtschaft fließen.
Kapita verstarb im Alter von 74 Jahren im St. Dominic’s Mission Hospital in Ndola. Sein Begräbnis fand auf einer Farm an der Fernstraße zwischen Ndola und Kabwe statt, Sambias Präsident Edgar Lungu ordnete für den 19. Dezember ein Staatsbegräbnis an. Zu den Hinterbliebenen gehört eine Tochter.